# Prestosuchidae
Prestosuchidae – rodzina dużych drapieżnych archozaurów z kladu Crurotarsi. Jej przedstawiciele żyli w triasie (od anizyku do karniku) na terenie obecnych: Azji (Indie), Afryki, Ameryki Południowej i Europy. Rodzina Prestosuchidae obejmowała największe drapieżniki swoich czasów – długość ich przedstawicieli wahała się od 2,5 m w przypadku najmniejszego ticinozucha do nawet siedmiu metrów u zaurozucha. Mimo pewnych podobieństw do innej grupy dużych drapieżnych archozaurów – erytrozuchów – budowa szkieletu a także ustawienie kończyn pod tułowiem wskazują na większe zaawansowanie ewolucyjne. Dokładniejsza pozycja systematyczna Prestosuchidae nie jest jednak jasna.

## Klasyfikacja
W 1957 paleontolog Alan Charig zaproponował utworzenie nowej rodziny obejmującej rodzaje Mandasuchus, Prestosuchus oraz Spondylosoma. W 1966 Alfred Romer umieścił zaurozucha oraz Rauisuchus w Erythrosuchidae, zaś do Prestosuchidae włączył prestozucha, procerozucha oraz mandazucha.
Pozycja filogenetyczna Prestosuchidae nie jest jasna – bywają one niekiedy klasyfikowane wewnątrz rodziny Rauisuchidae, jednak inne analizy kladystyczne umieszczają je poza rzędem Rauisuchia, jako bazalnych przedstawicieli kladu Suchia. Paul Sereno definiuje Prestosuchidae jako najszerszy klad obejmujący Prestosuchus chiniquensis, ale nie Rauisuchus tiradentes, Aetosaurus ferratus, Poposaurus gracilis i Crocodylus niloticus.

## Filogeneza
Kladogram Rauisuchiformes z zaznaczeniem pozycji Prestosuchidae przy założeniu, że Prestosuchidae należą do Rauisuchia
```
Rauisuchiformes

|--
Rauisuchia

|  |--
Ornithosuchidae

|  `--+--
Prestosuchidae

|     |  |--
Saurosuchus

|     |  `--+--
Ticinosuchus

|     |     `--
Batrachotomus

|     `--
Rauisuchidae

`--
Suchia
```

Uproszczony kladogram Suchia z zaznaczeniem pozycji Prestosuchidae przy założeniu, że Prestosuchidae są bazalnymi przedstawicielami Suchia
```
o 
Suchia
 Krebs, 1976 [1974?] 
sensu
 Parrish, 1993
|--o †
Prestosuchidae
 Romer, 1966 
sensu
 Parrish, 1993
`--o 
Rauisuchiformes
 Huene, 1942 
sensu
 Parrish, 1993
      |--+?- †
Revueltosaurus callenderi
 Hunt, 1989 [?w tym †
Krzyzanowskisaurus hunti
 (Heckert, 2002) Heckert, 2005
      |  `-- †
Aetosauria
 Lydekker, 1889
      `--o 
Rauisuchia
 Huene, 1942 [
non
 Bonaparte, 1982] 
sensu
 Parrish, 1993
         |-- †
Rauisuchidae
 Huene, 1942
         `--o 
Paracrocodylomorpha
 Parrish, 1993
            `--+--o 
Bathyotica
 Benton & Walker, 2002
               |  `-- 
Crocodylomorpha
 Walker, 1968
               `--o †
Poposauria

                    |--o †
Ctenosauriscidae
 Kuhn, 1964 [Ctenosauridae Kuhn, 1961] [w tym †
Lotosauridae
 Zhang, 1975; †
Shuvosauridae
 Chatterjee, 1993; †
Chatterjeeidae
 Long & Murry, 1995]
                    `--o †
Poposauridae
 Nopsca, 1928 [1923]
```